# 492 (číslo)
Čtyři sta devadesát dva je přirozené číslo. Následuje po čísle čtyři sta devadesát jedna a předchází číslu čtyři sta devadesát tři. Římskými číslicemi se zapisuje CDXCII a řeckými číslicemi υϟβ.

## Matematika
492 je:
- Abundantní číslo
- Složené číslo
- Nešťastné číslo

## Astronomie
- (492) Gismonda je planetka hlavního pásu, kterou objevil v roce 1902 Max Wolf

## Roky
- 492
- 492 př. n. l.